# Mílton Medeiros
Mílton Medeiros, detto Canhotinho (San Paolo del Brasile, 15 luglio 1924 – San Paolo del Brasile, 28 luglio 2008), è stato un calciatore brasiliano, di ruolo attaccante.

## Caratteristiche tecniche
Giocava come centrocampista, ricoprendo il ruolo di ala sinistra.

## Carriera

### Club
Cresciuto nel settore giovanile del Palmeiras — ove ricevette anche il suo soprannome, derivato dalla quasi omonimia con un compagno di squadra —, giocò in prima squadra per dieci anni. Con il club riuscì a vincere la Copa Rio del 1951, sconfiggendo la Juventus nella doppia finale. Terminò dunque la sua carriera dopo due stagioni in Francia, al RC Paris.

### Nazionale
Giocò per un breve periodo con la Nazionale, ma riuscì a vincere due titoli in tre anni circa: il primo fu la Coppa Rio Branco del 1947, mentre il secondo — che lo vide anche realizzare con una rete — fu il Campeonato Sudamericano de Football 1949.

## Palmarès

### Club

#### Competizioni nazionali
- Campionato paulista: 3

Palmeiras: 1944, 1947, 1950
- Torneo Rio-San Paolo: 1

Palmeiras: 1951

#### Competizioni internazionali
- Copa Rio: 1

Palmeiras: 1951

### Nazionale
- Campeonato Sudamericano de Football: 1

Brasile 1949
- Coppa Rio Branco: 1

1947